# Phrogram
Phrogram é uma linguagem de programação, criada por Morrison Schwartz. É a versão comercial do Kid's Programming Language.
Muitas pessoas acreditam que as duas linguagens são as mesmas. Porém, não são. Kid's Programming Language é gratuita, e Phrogram é comercial.

## História
A primeira versão do KPL foi lançada em Agosto de 2004. As duas linguagens foram criadas e lançadas por Jonah Stagner, Jon Schwartz, Walt Morrison e David Witus, na empresa Morrison Schwartz.
Sua primeira versão foi 2.0, lançada em 9 de Novembro de 2005. E sua atual versão é 2.1, lançada em 5 de Julho de 2007.

## Exemplo
```
Program Hello_World
   Method Main()
      PrintLine("Olá, Mundo!")
   End Method
End Program

```

O resultado deste código é um simples texto, no qual se lê “Olá Mundo!”. É claro que o programa apresenta várias outras utilidades, mais amplas e interessantes, desde jogos clássicos estilo Pong ou Tetris até jogos em 3D ou online.